# بوشکو آنتیچ
بوشکو آنتیچ (سیریلیک صربی: Божидар Бошко Антић؛ ۷ ژانویهٔ ۱۹۴۴ – ۴ دسامبر ۲۰۰۷) بازیکن و مربی فوتبال اهل یوگسلاوی بود.
از باشگاه‌هایی که در آن بازی کرده‌است می‌توان به باشگاه فوتبال کان، باشگاه فوتبال آنژه، و باشگاه فوتبال سارایوو اشاره کرد.
وی همچنین در تیم ملی فوتبال یوگسلاوی بازی کرده‌است.
وی در مسابقات کشوری و بین‌المللی در مجموع برندهٔ ۱ مدال نقره شده‌است.